# Letiště Černihiv Šestovycja
Letiště Černihiv Šestovycja (znamé také jako Černihivské letiště, IATA: CEJ, ICAO: UKKL) je bývalé civilní letiště nacházející se 15 kilometrů severovýchodně od města Černihiv. Byly zde natáčeny pasáže z ukrajinského filmu Kyborgové z roku 2017.